# إليريك باربوسا دي سوزا
إليريك باربوسا دي سوزا (بالبرتغالية: Elierce Barbosa de Souza) (8 مارس 1988 في البرازيل – )؛ لاعب كرة قدم برازيلي يلعب كلاعب خط وسط .

## وصلات خارجية
- إليريك باربوسا دي سوزا على موقع رابطة كرة القدم اليابانية للمحترفين (اليابانية)
- إليريك باربوسا دي سوزا على موقع إي إس بي إن إف سي (الإنجليزية)
- إليريك باربوسا دي سوزا على موقع قاعدة بيانات كرة القدم.إي يو (الإنجليزية)
- إليريك باربوسا دي سوزا على موقع Soccerway.com (الإنجليزية)
- إليريك باربوسا دي سوزا على موقع عالم كرة القدم.نت (الإنجليزية)